# H. W. Davies
Captain H. W. Davies (* um 1875; † nach 1910) war ein englischer Badminton- und Tennisspieler.

## Karriere
H. W. Davies gewann im Badminton bei den All England 1901 die Herreneinzelkonkurrenz im Finale gegen Ralph Watling. Bei den South of England Championships im Tennis 1910 wurde er Zweiter im Mixed hinter Dorothy Lambert Chambers und Stanley N. Doust.